# Donghe (Taitung)
Donghe (chinesisch 東河鄉, Pinyin Dōnghé Xiāng, W.-G. Tung1-ho2 Hsiang1) ist eine Landgemeinde im Landkreis Taitung in Taiwan (Republik China).

## Lage und Geographie
Der Name Donghe (東河) bedeutet wörtlich „Östlicher Fluss“ und spielt an auf den Fluss Mawuku (馬武窟溪), der Donghe im Nordosten von der Nachbargemeinde Chenggong trennt. Donghe hat eine langgestreckte, ungefähr spindelförmige Form mit einer Ausdehnung in nordnordöstlicher Richtung von etwa 31 Kilometern und in ostsüdöstlicher Richtung von maximal etwa 8 Kilometern. Die angrenzenden Gemeinden sind (von Süden im Uhrzeigersinn): Beinan, Yanping, Luye, Guanshan, Chishang, Fuli und Chenggong, die bis auf Fuli (Landkreis Hualien) alle im Landkreis Taitung liegen. Östlich grenzt Donghe an den Pazifik. Das Klima ist tropisch warm und vom Monsun geprägt (siehe dazu die Klimadiagramme von Chenggong und Taitung). Topografisch besteht die Gemeinde aus einer schmalen Küstenebene, die weiter im Landesinneren in das parallel zur Küste verlaufende Haian-Gebirge übergeht.
| Gliederung von Donghe                                                                                     |
| Beiyuan 北源村 Taiyuan 泰源村 Donghe 東河村 Shangde 尚德村 Longchang 隆昌村 Xingchang 興昌村 Dulan 都蘭村 |

## Verwaltungsgliederung
Donghe ist in 7 Dörfer untergliedert: Beiyuan (北源村), Donghe (東河村), Longchang (隆昌村), Dulan (oder Doulan, 都蘭村), Shangde (尚德村), Taiyuan (泰源村), Xingchang (興昌村). Der Verwaltungssitz befindet sich im Dorf Donghe.

## Bevölkerung
Die Gemeinde hat etwa 8500 Einwohner. Die Bevölkerungsdichte liegt mit 40 Einwohnern pro km² weit unter dem taiwanischen Durchschnitt. Die Mehrheit der Bevölkerung gehört dem Volk der Amis, einem der indigenen Völker Taiwans, an. Die vorherrschende Sprache ist Amisisch.

## Wirtschaft
Haupterwerbszweig ist die Landwirtschaft. Angebaut werden vorwiegend verschiedene Obstsorten (Zitrusfrüchte, Zimtapfel, Atemoya, Passionsfrucht).
Die wichtigste Verkehrsader sind die an der Küste entlang führende Provinzstraße 23 und die davon abzweigende und ins Landesinnere nach Fuli führende Provinzstraße 11. Daneben ist der Tourismus von Bedeutung. Als sehenswert gelten die alte Brücke über den Mawuku (上的舊東河橋), die Pazifikküste von Dulan, der „Park des aufwärts fließenden Wassers“ (水往上流) in Dulan, das Walderholungsgebiet Dulan mit dem 1190 Meter hohen gleichnamigen Berg (Dulanshan, 都蘭山), u. a. m.

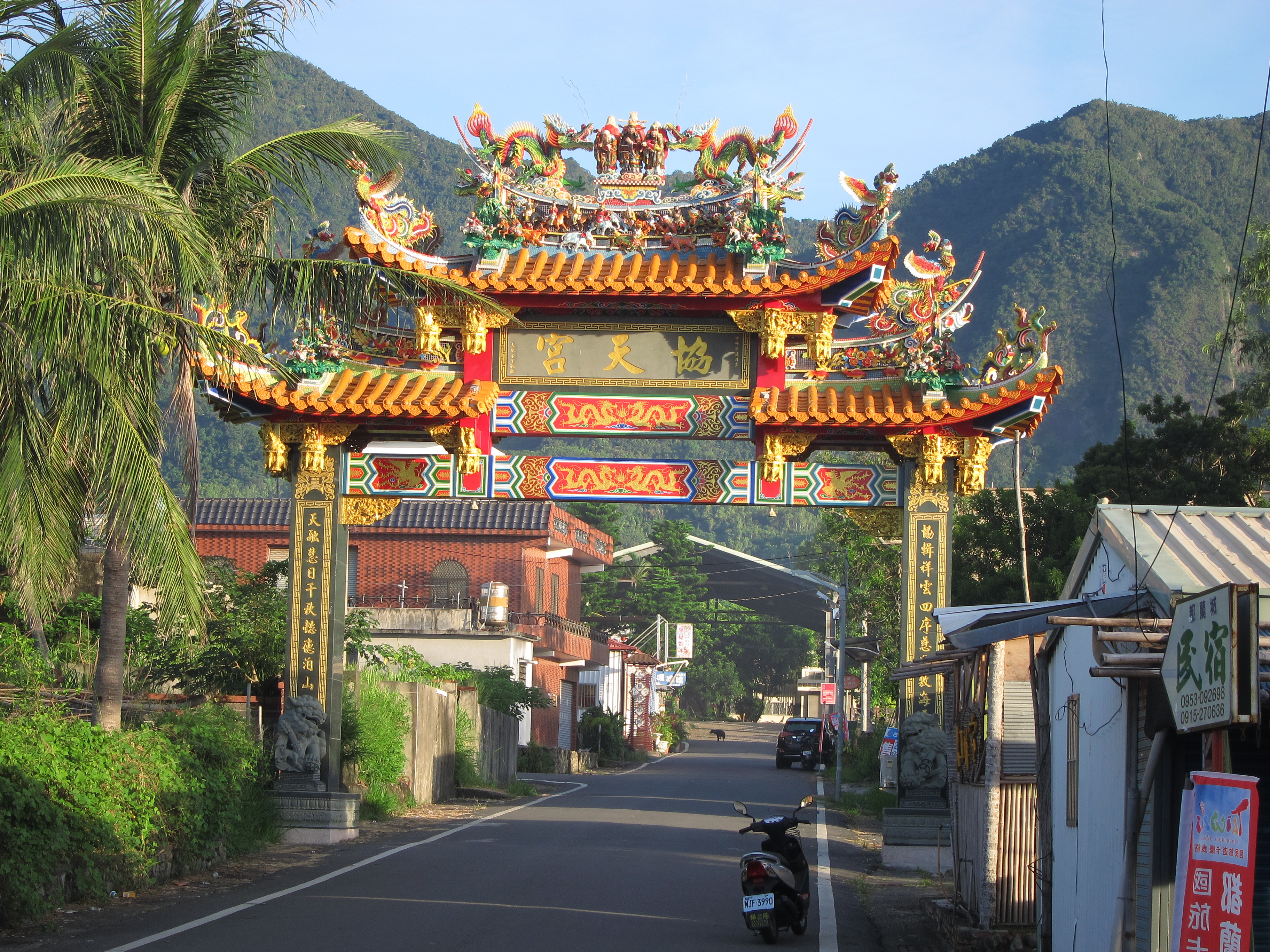
Eingangstor zum Dorf Dulan, im Hintergrund das Haian-Gebirge
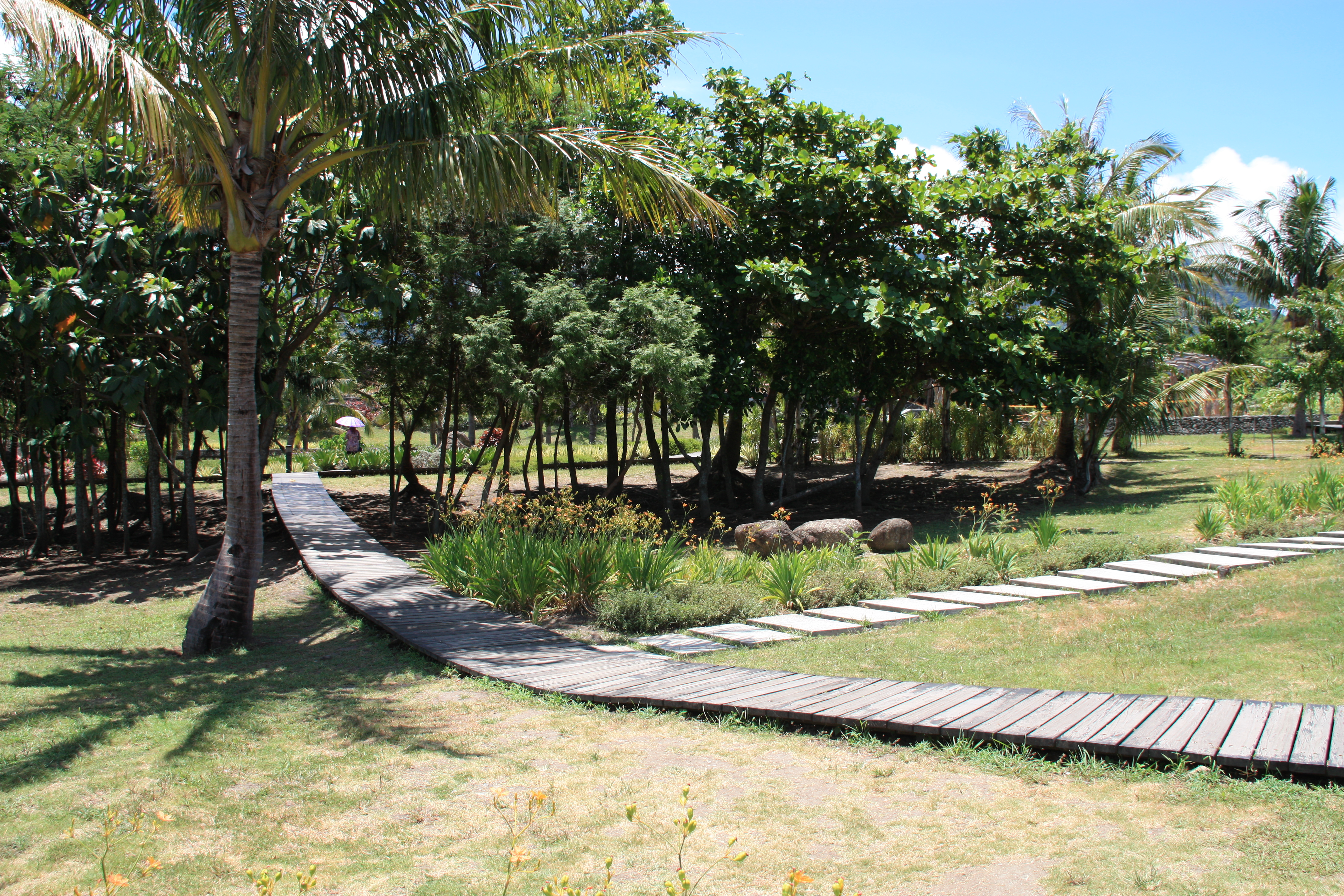
„Park des aufwärts fließenden Wassers“
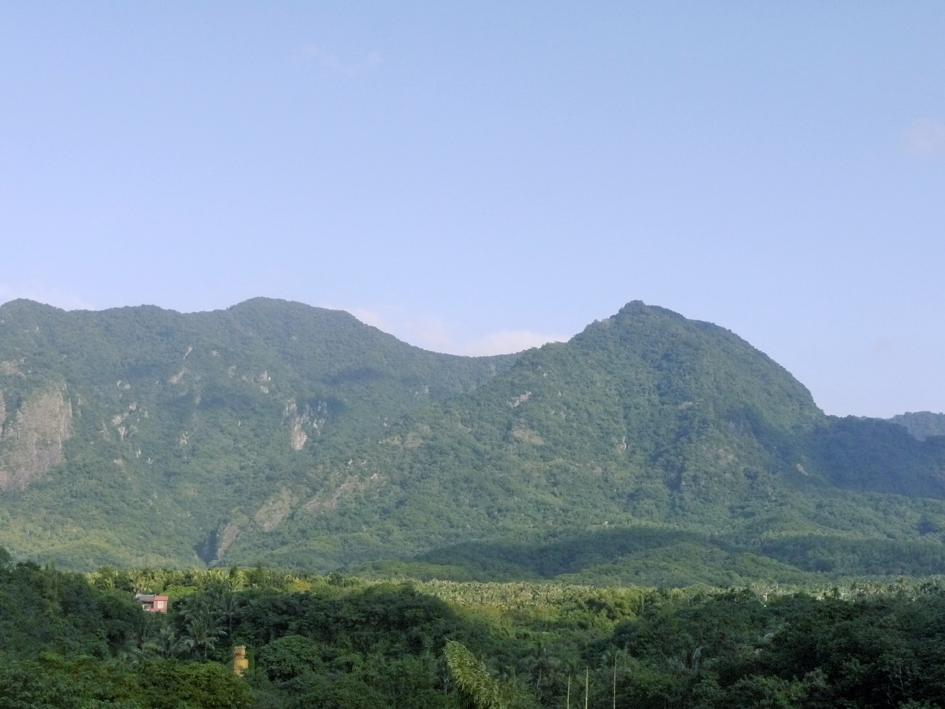
Blick von der Provinzstraße 9 auf den Dulanshan